# Самјуел Авитал
За политичара, погледајте Shmuel Avital.
Самјуел Бен-Ор Авитал је професионални пантомимичар, учитељ пантомиме,  кинестетичке свести и Кабаала. Рођен је у Мароку, али је Авитал касније отпутовао у Париз где је учио од француских мајстора пантомиме, Етиана Декруа , Жан Луја Бароа и Марсела Марсоа. Авитал је наступао у Њујорку са Позориштем пантомимичара Њујорка и гостовао је у Северној и Јужној Америци. Тренутно, Аватал подучава Кабалу у Колораду у САД иако је напознатији као пантомимичар.

## Историја
Самјуел Авитал је рођен као Шмуел Абитол 1932. године , у малом граду Сефруу, близу Феса, на планини Атлас. Када је имао 14 година, Авитал је напустио свој дом у Сефруу како би отишао (преко Алжира и Француске) у новонасталу државу Израел. Тамо је провео 10 година живећи у кибуцу и студирајући физику, агрономију, теологију и позориште.
Године 1958. отпутовао је у Париз, да студира плес и драму на Сорбони, али и да учи пантомиму од великих француских мајстора, Етиана Декруа, Жан Луја Бароа и Марсела Марсоа. Авитал је касније наступао са Компанијом пантомиме под руководством Декруовог сина, Максимилијана Декруа.
Године 1964. Авитал се придружио свом пријатељу (и ученику Етиана Декруоа), Мони Јаким, у Њујорку, наступајући са њим у Позоришту пантомимичара Њујорка. Семјуел се преселио у Америку након што је видео убиство председника Кенедија на телевизији. Овај догађај је у њему пробудио радозналост- како једна нација која је јако богата, може да уради једну тако примитивну ствар као што је убиство тако великог лидера.У исто време, наступао је и на оф-Бродвеју, а нешто касније је започео туру по Северној и Јужној Америци. 1969. је позван да предаје на одсеку за Позориште на Јужном Методистичком Универзитету у Даласу, Тексас. 1971. преселио се у Болдер, Колорадо, и основао школу Центар неме пантомиме која одржава годишње летње радионице пантомиме још од тада. Као додатак свом раду, Авитал је развио уникатну методу говора тела, названу Тело Говори, која се бави равијањем кинестетичке свести.
Године 1997. Самјуел је позван у Португал (путем интернета) да одржи прву двонедељну Европско-Интернатионалну пантомимичарску радионицу за глумце, уметнике, студенте, вајаре, компјутерске аниматоре и многе друге који су дошли из целе Европе. Затим је 1999. године био позван на Омега Институт у северном делу Њујорка на једнонедељну радионицу где је наступао пред публиком од преко 200 људи. Неки од његових студената су наступали са њим. Августа 2000. године је одржао добротворни наступ пред публиком из Болдерског јеврејског центра.

## Подучавање Кабале
Претходних година, Авитал је почео да подучава Кабалу јавно у низу семинара под називом Окупљање варница, у Болдеру, Колорадо. Иако је мање познат као учитељ Кабуле него као пантомимичар, Авитал је ушао у јеврејске мистичне традиције још када је био мали и током година је подучавао велики број студената приватно. Авитал је потомак дуге линије истакнутих мароканских рабина, правника и песника, од којих су скоро сви подучавани у тајним учењима Кабале.

## Центар неме пантомиме
Центар неме пантомине (енг. Le Centre du Silence Mime School) је независна школа за упознавање самог себе кроз уметност, хуманистичке науке, учење о динамици сопствене енергије и професионалне креативности. Школа подучава кроз концепте позоришта и покрета како да се напише сценарио, игра главна улога у сопственом животу и како пробудити креативно дете у себи ослањајући се на поверење сопственог ауторитета. 
Центар је основан 1971. од стране мајстора пантомиме, Самјуела Авитала. Школа подучава Самјуелову методу Тело Говори кроз интензиван програм обуке дизајниран да интегрише ум, тело и дух. Програм је настао као кулминација Авиталовог четрдесетогодишњег искуства као позоришног извођача, аутора и учитеља. Тело Говори је, у суштини, пут од мисли ка акцији. Овом методом се учи како да фокусирамо ум, дисциплинује тело, активирамо моћне креативне енергије, али и како да комуницирамо.

## Публикације
Поред бројних чланака, Авитал је и аутор неколико књига, укључујући класике: 
- Рад Центра неме пантомиме (1975) (оригиналан назив: ),
- Пантомимичар (1985) (оригиналан назив: ),
- Пантомима и даље: Тихи крик (1985) (оригиналан назив: ),
- Концепт Мандала: Креативне технике за позивање детета у ваш живот (1992 - коаутор са Марком Олсеном)(оригиналан назив: ),
- ГоворТела Приручник: Померање ума и тела (2001) (оригиналан назив: ),
- Невидљиве степенице: Кабалистичка медитација о јеврејским словима (2003) (оригиналан назив: The Invisible Stairway: Kabbalistic Meditations on the Hebrew Letters).